# 러브레이스 (영화)
러브레이스(Lovelace)는 2013년 공개된 미국의 드라마 영화로, 린다 러브레이스의 일생을 그린다.

## 출연

### 주연
- 아만다 사이프리드
- 샤론 스톤
- 제임스 프랭코
- 피터 사스가드
- 아담 브로디
- 주노 템플

### 조연
- 행크 아자리아
- 에릭 로버츠
- 웨스 벤틀리
- 로버트 패트릭
- 바비 카나베일
- 크리스 노스
- 로미오 브라운
- 루 리처즈
- 존 그리어
- 클로에 세비니
- 데비 마자르
- 리사 게이 해밀튼
- 코리 하드릭트

## 기타
- 책임프로듀서: 아만다 사이프리드
- 프로듀서: 헤이디 조 마켈
- 프로듀서: 로라 리스터
- 프로듀서: 제이슨 웨인버그
- 미술: 윌리엄 아놀드
- 의상: 카린 와그너